# Distrito de Alnwick
Alnwick fue un distrito no metropolitano del condado de Northumberland (Inglaterra).
Fue constituido el 1 de abril de 1974 bajo la Ley de Gobierno Local de 1972 como una fusión de los distritos urbanos de Alnwick y Amble y los distritos rurales de Alnwick y Rothbury. El distrito fue abolido el 1 de abril de 2009 y su ayuntamiento disuelto tras entrar en vigor una serie de cambios estructurales en el gobierno local de Inglaterra, transfiriendo sus responsabilidades al ayuntamiento del condado.
Alnwick tenía una superficie de 1079,51 km². Según el censo de 2001, había 31 029 personas residiendo en el distrito.